# Nymphaea elegans
Nymphaea elegans là một loài thực vật có hoa trong họ Nymphaeaceae. Loài này được Hook. miêu tả khoa học đầu tiên năm 1851.